# Успех, што да не (књига)
Успех, што да не је књига о самопоћи коју је написао Џек Кенфилд (engl. Jack Canfield) у сарадњи са Џенет Свицер (engl. Janet Switzer). Књига спада у жанр модерне психологије и идеја књиге је да помогне читацу у реализовању личних циљева путем неколико принципа успеха.

## О књизи
Успех што да не, као бестселер Њујорк тајмса, настала је као скуп разних принципа које су кроз историју примењивали успешни мушкарци и жене, а које је Џек Кенфилд прикупљао више од 30 година и применио их и у сопственом животу. 
Књига је организована у шест делова, од којих сваки садржи одређен број поглавља, као и задатака које читаоци могу упоредо радити. Принципи су такође праћени и примерима различитих људи из читавог света у њиховом путу ка постигнутом успеху. 

## Делови
1. Основе успеха - Први део садржи двадесет пет поглавља са апсолутним основама које је неопходно применити како бисте стигли од места где сте до места где желите да будете. Преузимања стопостотне одговорности за свој живот, као и вере у себе и своје снове, затим невероватне моћи афирмација и визуелизације. Учите да тражите шта желите, одбијете одбијање, одговарате на повратне информације и истрајете до краја.
2. Преобразите се за успех - Други део говори о важном унутрашњем послу, односно како да уклоните све менталне и емоционалне препреке. Уклањање самопоражавајућих уверења,страхова и навика које вас коче. Како да прихватите позитивну прошлост, а ослободите се негативне, као и пригрлите промену, да промените свог унутрашњег критичара у унутрашњег саветника.
3. Створите тим за успех - Трећи део открива како и зашто да створите разне тимове подршке, како да расподелите време и приступите сопственој неискоришћеној унутрашњој мудрости.
4. Створите успешне односе - Четврти део подразумева бројне принципе и технике стварања и одржавања успешних односа.
5. Успех и новац - Пети део одговара на питања како да развијете позитивнију свест о новцу, како да обезбедите довољно новца за животни стил који прижељкујете, али и кад се пензионишете.
6. Успех у дигиталном добу - Шести део састоји се од два кратка поглавља која ће вам дати одскочну даску за живот о ком сте сањали.[3]